# ماثيو بورن
ماثيو بورن (بالإنجليزية: Matthew Bourne)‏ هو معلم الباليه ‏ ومخرج بريطاني، ولد في 13 يناير 1960 في Walthamstow ‏ في المملكة المتحدة.

## وصلات خارجية
- ماثيو بورن على موقع IMDb (الإنجليزية)
- ماثيو بورن على موقع الموسوعة البريطانية (الإنجليزية)
- ماثيو بورن على موقع مونزينجر (الألمانية)
- ماثيو بورن على موقع قاعدة بيانات برودواي على الإنترنت (الإنجليزية)
- ماثيو بورن على موقع قاعدة بيانات الفيلم (الإنجليزية)